# Troarn
Troarn est une commune française, située dans le département du Calvados en région Normandie. Elle est peuplée de 3 442 habitants.
Elle est devenue entre le 1er janvier 2017 et le 31 décembre 2019 une commune déléguée au sein de l'éphémère commune nouvelle de Saline.
Par jugement du 28 décembre 2018, le tribunal administratif de Caen a annulé l'arrêté préfectoral du 29 juillet 2016 portant création de la commune de Saline avec effet au 31 décembre 2019.

## Géographie

### Localisation
La commune est située aux confins de la plaine de Caen et du pays d'Auge, dans la partie nord-occidentale des marais de la Dives. Troarn s'est développé au sommet de la colline qui surplombe l'ancienne abbaye construite à mi-hauteur au-dessus des marais tandis que l'ancienne commune de Bures-sur-Dives s'étend au nord de cette colline.

### Communes limitrophes
| Touffréville           | Bavent                 | Basseneville            |
| Sannerville            | Troarn (Bures compris) | Saint-Samson            |
| Banneville-la-Campagne | Saint-Pair, Janville   | Saint-Pierre-du-Jonquet |

### Hydrographie
La commune est située dans le bassin Seine-Normandie. Elle est drainée par la Dives, la Tranchée, la Muance, la Vieille Muance, le canal Oursin, la Divette, le Saint-Laurent, le fossé 01 du Quartier Koenig et divers autres petits cours d'eau,.
La Dives, d'une longueur de 105 km, prend sa source dans la commune de Gouffern en Auge et se jette  dans la baie de Seine en limite de Cabourg et de Dives-sur-Mer, après avoir traversé 34 communes. 

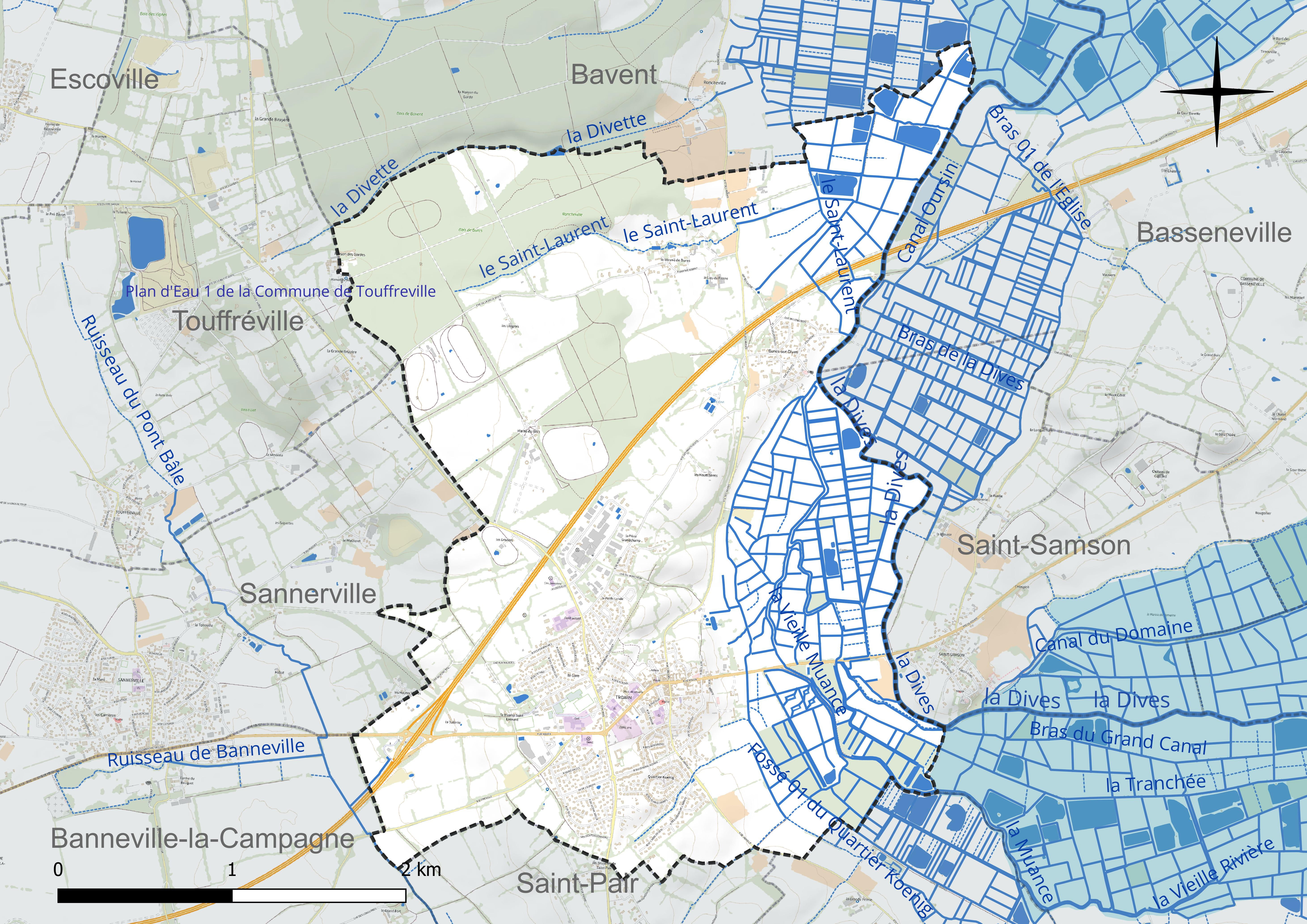
Réseau hydrographique de Troarn.

La Muance, d'une longueur de 19 km, prend sa source dans la commune de Saint-Sylvain et se jette  dans la Dives sur la commune, après avoir traversé sept communes. 
Le canal Oursin, un canal, chenal et un cours d'eau naturel non navigable d'une longueur de 17 km, prend sa source dans la commune d'Émiéville et se jette  dans le Grand Canal à Brucourt, après avoir traversé sept communes. 
La Divette, d'une longueur de 15 km, prend sa source dans la commune de Touffréville et se jette  dans la Dives à Cabourg, après avoir traversé six communes. 

### Climat
Pour des articles plus généraux, voir Climat de la Normandie et Climat du Calvados.
En 2010, le climat de la commune est de type climat océanique altéré, selon une étude du CNRS s'appuyant sur une série de données couvrant la période 1971-2000. En 2020, Météo-France publie une typologie des climats de la France métropolitaine dans laquelle la commune est exposée à un climat océanique et est dans la région climatique  Normandie (Cotentin, Orne), caractérisée par une pluviométrie relativement élevée (850 mm/a) et un été frais (15,5 °C) et venté. Parallèlement le GIEC normand, un groupe régional d'experts sur le climat, différencie quant à lui, dans une étude de 2020, trois grands types de climats pour la région Normandie, nuancés à une échelle plus fine par les facteurs géographiques locaux. La commune est, selon ce zonage, exposée à un « climat des plateaux abrités », correspondant à la plaine agricole de Caen à Falaise, sous le vent des collines de Normandie et proche de la mer, se caractérisant par une pluviométrie et des contraintes thermiques modérées.
Pour la période 1971-2000, la température annuelle moyenne est de 10,9 °C, avec une amplitude thermique annuelle de 12,2 °C. Le cumul annuel moyen de précipitations est de 667 mm, avec 11,3 jours de précipitations en janvier et 7,5 jours en juillet. Pour la période 1991-2020, la température moyenne annuelle observée sur la station météorologique la plus proche, située sur la commune d'Argences à 6 km à vol d'oiseau, est de 11,6 °C et le cumul annuel moyen de précipitations est de 742,9 mm,. Pour l'avenir, les paramètres climatiques de la commune estimés pour 2050 selon différents scénarios d'émission de gaz à effet de serre sont consultables sur un site dédié publié par Météo-France en novembre 2022.

## Urbanisme

### Typologie
Au 1er janvier 2024, Troarn est catégorisée bourg rural, selon la nouvelle grille communale de densité à 7 niveaux définie par l'Insee en 2022.
Elle appartient à l'unité urbaine de Troarn, une agglomération intra-départementale dont elle est ville-centre,. Par ailleurs la commune fait partie de l'aire d'attraction de Caen, dont elle est une commune de la couronne,. Cette aire, qui regroupe 296 communes, est catégorisée dans les aires de 200 000 à moins de 700 000 habitants,.

### Voies de communication et transports
Le bourg de Troarn est traversé par la route reliant Caen à Rouen et fut longtemps un bourg d'étape. D'abord route nationale 815, à la suite de la réforme de 1972, elle a été renumérotée RN 175 puis déclassée en départementale D 675 en 2006. Ce tronçon est dédoublé par l'autoroute A13 dont la sortie no 30 au km 216 dessert Troarn et Sannerville.
De 1881 à 1952, la commune est desservie par la ligne de Caen à Dozulé - Putot.

## Toponymie
Le lieu est attesté sous les formes Troardum vers 1025, Truardum en 1059, Trowardum vers 1150, Trouarn en 1793, Troarn en 1801.
Nom, sans doute, de type germanique, mais d'étymologie obscure et dont la finale -n s'explique mal.

## Histoire
Le journal Le Haro paraît à Troarn en 1892.
De 1881 à 1952, la commune possède une gare, desservie par la ligne de Caen à Dozulé - Putot.
Dans le cadre du plan Raymond Marcellin visant à réduire le nombre de communes, la commune de Bures-sur-Dives (Bures avant le 1er janvier 1944), s'associe à Troarn le 1er juillet 1972.
Le 1er janvier 2017, Troarn intègre avec Sannerville la commune de Saline créée sous le régime juridique des communes nouvelles instauré par la loi no 2010-1563 du 16 décembre 2010 de réforme des collectivités territoriales. Les communes de Troarn et Sannerville deviennent des communes déléguées et Troarn est le chef-lieu de la commune nouvelle. La création de cette commune nouvelle met conséquemment fin au statut de commune déléguée de Bures-sur-Dives, qui fusionne définitivement au territoire de Troarn.
À cette même date, la commune de Saline est intégrée à la communauté urbaine Caen la Mer.
Le 1er janvier 2020 la nouvelle commune de Saline est séparée, les anciennes communes de Troarn et Sannerville retrouvent leurs noms initiaux,,.

## Politique et administration

### Administration municipale
Le conseil municipal était composé de vingt-sept membres, dont le maire et sept adjoints. L'un des conseillers était maire délégué de la commune associée de Bures-sur-Dives. Ces conseillers intègrent au complet le conseil municipal de Saline le 1er janvier 2017 jusqu'en 2020 et Christophe Lemarchand devient maire délégué.
Troarn était membre de la communauté de communes Entre bois et marais créée le 11 décembre 2002, dont Dominique Lefrancois (1954-2014), ancien maire de Troarn, fut présidente.

### Liste des maires
| Période                                  | Période                   | Identité                         | Étiquette      | Qualité |
| ---------------------------------------- | ------------------------- | -------------------------------- | -------------- | --- |
| Les données manquantes sont à compléter. |                           |                                  |                | |
| ca. 1929                                 |                           | André Joly                       |                | |
| ca. 1955                                 | mars 1965                 | Jacques Gondamin                 |                | Éleveur |
| mars 1965                                | mars 2001                 | Jacques Richomme                 | RI puis UDF-PR | Notaire Député du Calvados (3e circ.) (1974 → 1981) Suppléant du député Michel d'Ornano (1967-1981)           |
| mars 2001                                | novembre 2013 (démission) | Dominique Lefrançois (1954-2014) | UDF puis UMP   | Conseillère régionale de Basse-Normandie (2001 → 2014) Présidente de la CC Entre bois et marais (2003 → 2013) |
| novembre 2013                            | mars 2014                 | Serge Lemore                     |                | Retraité du Trésor public                                                                                     |
| mars 2014                                | 31 décembre 2016          | Christophe Lemarchand            | DVG            | Cadre dans le secteur pétrolier                                                                               |

| Période        | Période                    | Identité              | Étiquette | Qualité                                                 |
| -------------- | -------------------------- | --------------------- | --------- | ------------------------------------------------------- |
| 3 janvier 2017 | 3 février 2018 (démission) | Christophe Lemarchand | DVG       | Cadre dans le secteur pétrolier                         |
| 21 avril 2018  | 31 décembre 2019           | Maurice Letrésor      | SE        | Retraité de la DDE Adjoint au maire de Saline (2018 → ) |

| Période                                  | Période  | Identité            | Étiquette | Qualité                                    |
| ---------------------------------------- | -------- | ------------------- | --------- | ------------------------------------------ |
| 1er janvier 2020                         | mai 2020 | délégation spéciale |           | (désignée par le préfet du Calvados)       |
| mai 2020                                 | En cours | Christian Le Bas    | DVD       | Cadre d'entreprise, ancien maire de Saline |
| Les données manquantes sont à compléter. |          |                     |           |                                            |

### Jumelages
- Chudleigh (Angleterre) depuis 1982.
- Rottendorf (Allemagne) depuis 1987.
- Silly (Belgique) depuis 1993.

## Population et société

### Démographie
L'évolution du nombre d'habitants est connue à travers les recensements de la population effectués dans la commune depuis 1793. Pour les communes de moins de 10 000 habitants, une enquête de recensement portant sur toute la population est réalisée tous les cinq ans, les populations de référence des années intermédiaires étant quant à elles estimées par interpolation ou extrapolation. Pour la commune, le premier recensement exhaustif entrant dans le cadre du nouveau dispositif a été réalisé en 2007.
En 2022, la commune comptait 3 442 habitants, en évolution de −2,82 % par rapport à 2016 (Calvados : +1,58 %, France hors Mayotte : +2,11 %).
| 1793 | 1800 | 1806 | 1821 | 1831 | 1836 | 1841 | 1846 | 1851 |
| ---- | ---- | ---- | ---- | ---- | ---- | ---- | ---- | ---- |
| 939  | 842  | 923  | 936  | 892  | 971  | 960  | 978  | 988  |

| 1856 | 1861 | 1866 | 1872 | 1876 | 1881 | 1886 | 1891 | 1896 |
| ---- | ---- | ---- | ---- | ---- | ---- | ---- | ---- | ---- |
| 975  | 954  | 889  | 797  | 788  | 758  | 706  | 710  | 662  |

| 1901 | 1906 | 1911 | 1921 | 1926 | 1931 | 1936 | 1946 | 1954 |
| ---- | ---- | ---- | ---- | ---- | ---- | ---- | ---- | ---- |
| 662  | 601  | 593  | 672  | 655  | 706  | 674  | 652  | 859  |

| 1962 | 1968  | 1975  | 1982  | 1990  | 1999  | 2006  | 2007  | 2012  |
| ---- | ----- | ----- | ----- | ----- | ----- | ----- | ----- | ----- |
| 913  | 1 139 | 1 975 | 3 011 | 3 129 | 3 176 | 3 645 | 3 712 | 3 639 |

| 2017  | 2022  | - | - | - | - | - | - | - |
| ----- | ----- | - | - | - | - | - | - | - |
| 3 510 | 3 442 | - | - | - | - | - | - | - |

## Culture locale et patrimoine

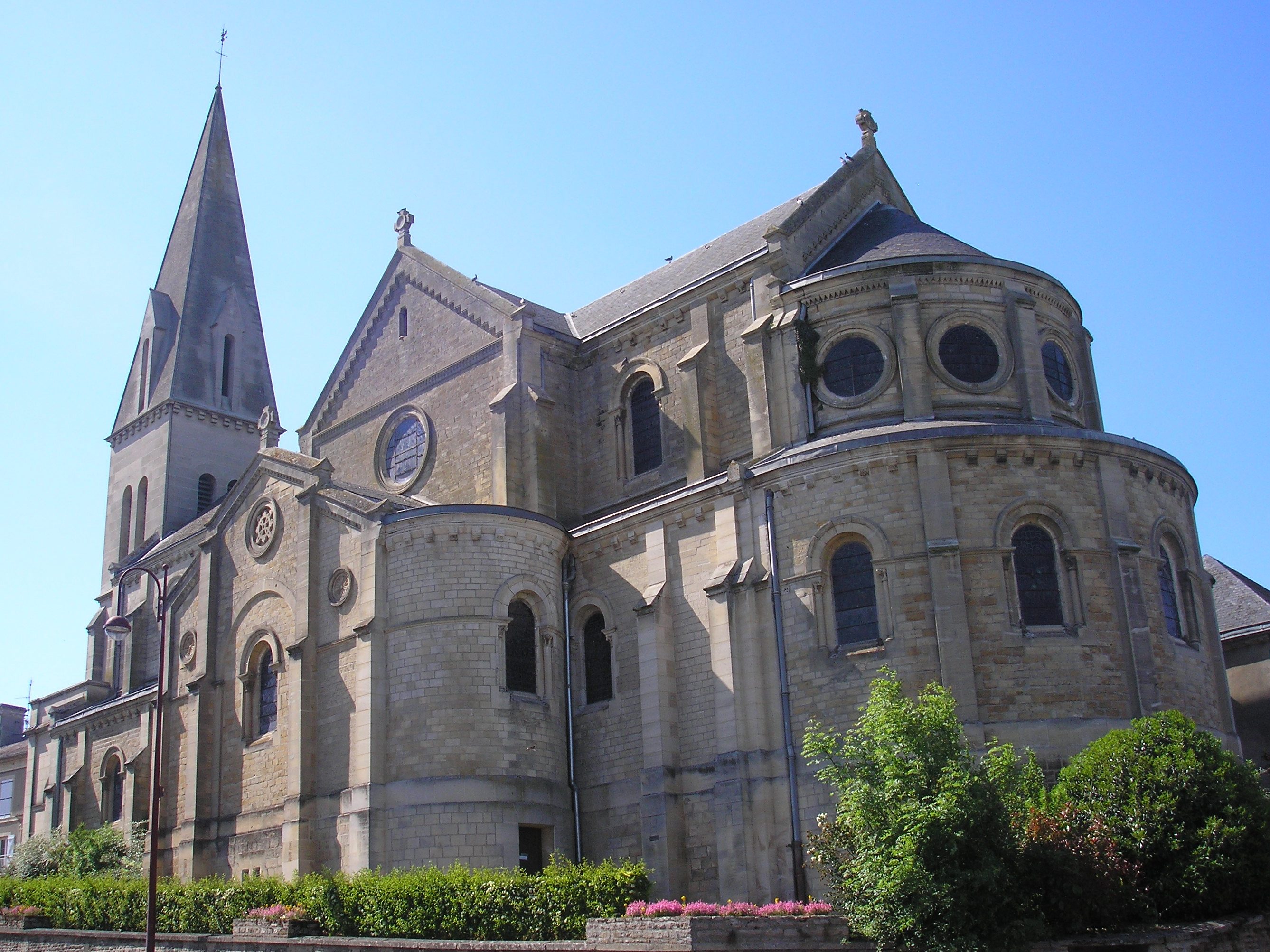
L'église Sainte-Croix.

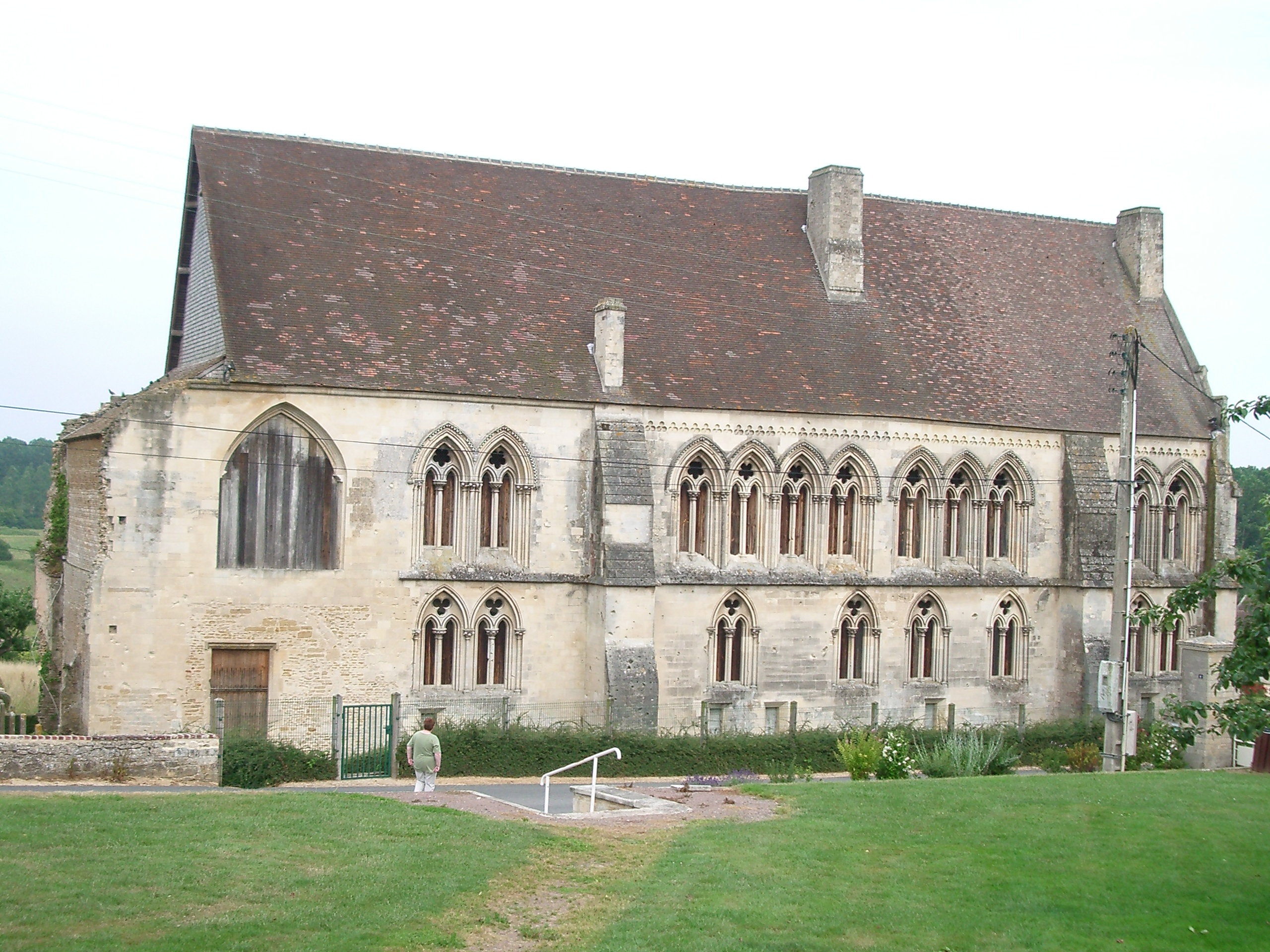
L'abbaye Saint-Martin.

### Lieux et monuments
- L'abbaye Saint-Martin fondée par Roger II de Montgommery et son épouse Mabile de Bellême en 1059.
- L'ancien hospice Saint-Vincent-de-Paul (fondé en 1748) et sa chapelle, route de Rouen.
- L'église Saint-Ouen de Bures (milieu XVIIIe siècle, restaurée après la Seconde Guerre mondiale).
- L'ancienne mairie (1830-1848) sur la place Paul Quellec.
- L'église Sainte-Croix de Troarn (néo-romane, reconstruite en 1890 et restaurée après la Seconde Guerre mondiale) contenant le tombeau du chevalier Hugues, sarcophage trouvé en 1909 dans les vestiges de l'abbatiale Saint-Martin.
- La poste, route de Rouen.
- Les monuments commémorant l'action des Alliés notamment pour détruire les ponts sur la Dives dans la nuit du 6 juin 1944 :
  - la plaque dédiée au 3rd Parachute squadron Royal engineers sur le mur de l'ancienne mairie ;
  - la stèle du Capitaine Juckes, rue du Port, à Bures, près du pont sur la Dives ;
  - la stèle du Major Roseveare sur la D675 avant le pont de la Dives en direction de Saint-Samson.
- Les marais de la Dives. Une association « Les Amis des Marais de la Dives » s'est créée en 2005[40].

L'Association pour la sauvegarde du patrimoine communal a entrepris de recenser l'ensemble de ces lieux et monuments sur le territoire de la commune.

### Personnalités liées à la commune
- Mabile de Bellême (?-1077) et Roger II de Montgommery (1030-1094), fondateurs de l'abbaye Saint-Martin.
- Paul Delarbre (1866-1936), homme politique, député du Calvados, né à Troarn.
- Yves Joly (1908-2013) marionnettiste est né à Troarn.
- Jacques Richomme (1930-2018), maire honoraire de Troarn (maire de 1965 à 2001), notaire retraité et ancien député de la quatrième circonscription du Calvados est né à Troarn.
- David Rault (1973), graphiste, historien de la typographie, photographe, présentateur et traducteur au festival du film américain de Deauville est né à Troarn.

### Héraldique
| Armes de Troarn | Les armes de la commune de Troarn se blasonnent ainsi : D'azur à trois fleurs de lis d'or, à la bordure cousue de gueules chargée de huit besants d'argent. |

Ces armes étaient celles des abbés de Troarn jusqu'à la Révolution. Elles leur venaient des comtes puis ducs d'Alençon qui les utilisaient depuis le XIVe siècle et appartenaient à une branche cadette de la dynastie capétienne. Les armes des branches cadettes reprenaient, généralement, celles de la branche aînée, c'est-à-dire des rois de France, d'azur aux trois fleurs de lys d'or en les complétant d'une brisure comme ici la bordure.
Les liens unissant l'abbaye aux comtes remontaient aux temps de sa fondation : Mabile de Bellême, épouse de Roger II de Montgommery, était la fille de Guillaume II Talvas, seigneur de Bellême et d'Alençon.
Actuellement, ces armes sont accolées sur une crosse et surmontées d'une couronne de baron, reprenant leurs origines ecclésiastiques et féodales.